# Psectrosciara crassieton
Psectrosciara crassieton (лат.) — ископаемый вид двукрылых насекомых рода Psectrosciara из семейства Scatopsidae. Обнаружен в эоценовых отложениях США (Кишененская свита, Deep Ford site, Средний Флатхед, Глейшер, Монтана, США, около 45 млн лет).

## Описание
Мелкие двукрылые насекомые. Длина тела — 2,65 мм. Грудь — 0,65 мм, брюшко — 1,85 мм. Голова темно-коричневая, длина головы 0,28 мм, высота 0,27 мм; усики равномерно темно-коричневые, длина 0,28 мм, жгутик с семью члениками, терминальный членик жгутика удлинен (длина 87 мкм, ширина 72 мкм); щупики коричневые.

## Систематика и этимология
Вид был впервые описан в 2022 году по эоценовым отложениям из (Кишененской свиты, Deep Ford site, Средний Флатхед, Глейшер, Монтана, США, около 45 млн лет) в составе семейства Scatopsidae. Psectrosciara crassieton отличается от Psectrosciara fossilis из мексиканского янтаря неполной крыловой жилкой M1, прерванной у основания; и от вида Psectrosciara makrochaites отличается относительно толстым габитусом. Название таксона происходит от греческих слов crassus (толстый, тучный) и eton (брюшко, живот) в связи с более крепким габитусом этого экземпляра по сравнению с P. makrochaites.